# Boczeczky
Boczeczky (ukr. Бочечки) – wieś na Ukrainie, w obwodzie sumskim, w rejonie konotopskim, siedziba hromady. W 2021 liczyła 1,1 tys. mieszkańców.